# Gregarinidra gregaria
Gregarinidra gregaria is een mosdiertjessoort uit de familie van de Flustridae. De wetenschappelijke naam van de soort is voor het eerst geldig gepubliceerd in 1867 door Heller.